# Kō Watahiki
Kō Watahiki (japanisch 綿引 康 Watahiki Kō; * 21. Januar 1998 in der Präfektur Ibaraki) ist ein japanischer Fußballspieler.

## Karriere
Kō Watahiki erlernte das Fußballspielen in der Schulmannschaft der Maebashi Ikuei High School sowie in der Mannschaft des National Institute of Fitness and Sports Kanoya. Seinen ersten Vertrag unterschrieb er am 1. Februar 2020 bei Tegevajaro Miyazaki. Der Verein aus Miyazaki, einer Stadt in der Präfektur Miyazaki, spielte in der vierten japanischen Liga, der Japan Football League. Als Tabellenzweiter stieg er mit dem Verein Ende 2020 in die dritte Liga auf. Sein Drittligadebüt gab Kō Watahiki am 14. März 2021 (1. Spieltag) im Heimspiel gegen Iwate Grulla Morioka. Hier stand er in der Startelf und spielte die kompletten 90 Minuten. Iwate Grulla Morioka gewann das Spiel mit 1:0. Nach insgesamt 42 Ligaspielen wechselte er im Januar 2023 zum ebenfalls in der dritten Liga spielenden SC Sagamihara.